# Von der Wiege bis zum Grabe
Du berceau à la tombe

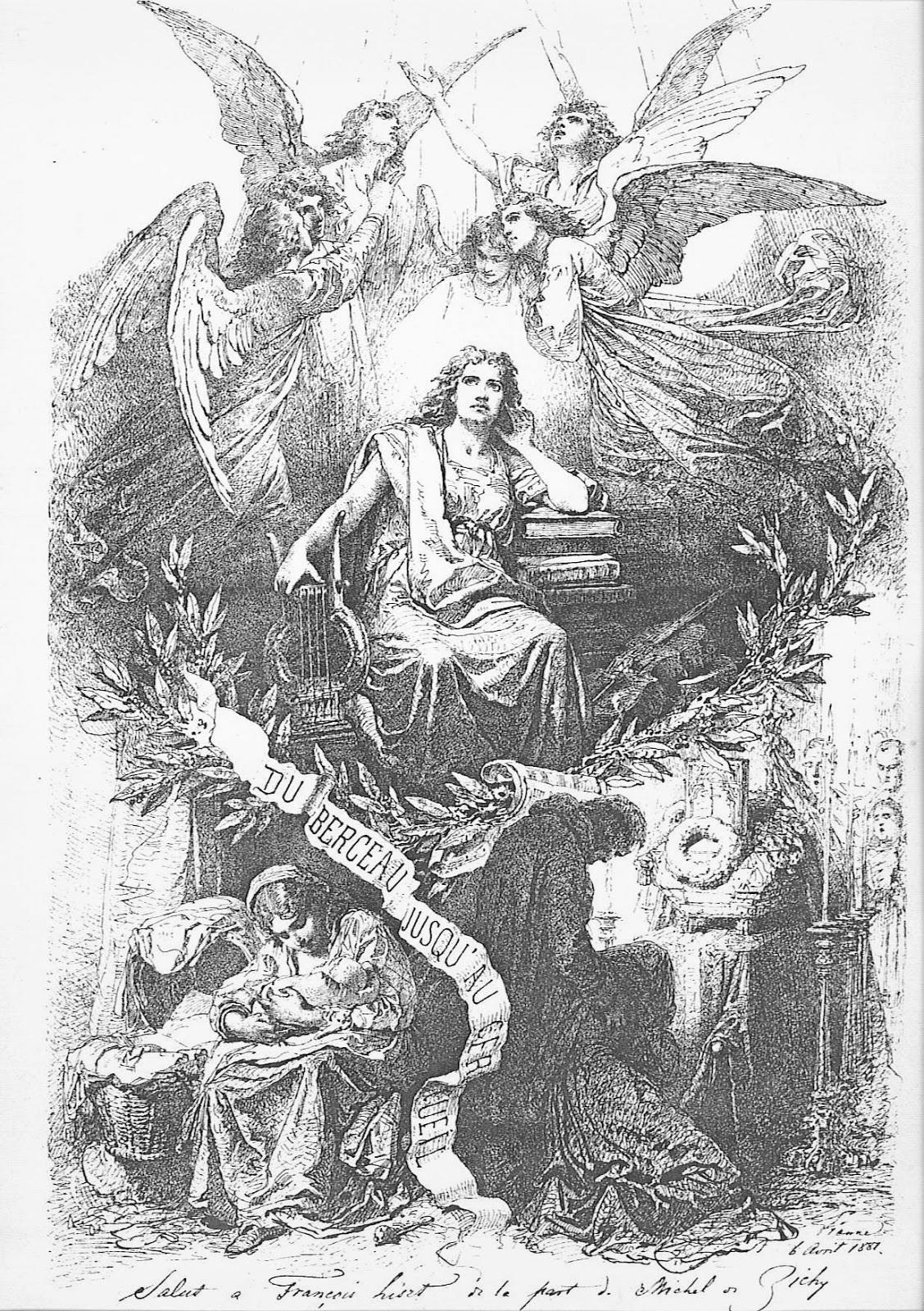
Gravure d'après le dessin de Mihály Zichy avec la dédicace:
Salut á François Liszt á la part d. Michel d. Zichy. 6. Avril 1881 Vienne

Von der Wiegen bis zum Grabe (en français : Du berceau à la tombe) S.107 est un poème symphonique composé par Franz Liszt en 1881, vingt ans après avoir écrit le poème symphonique précédent : Die Ideale. C'est le dernier poème du cycle des treize poèmes symphoniques écrits pendant le séjour du musicien à Weimar.
L'œuvre est inspirée d'un dessin de Mihály Zichy.

## Structure
Von der Wiege bis zum Grabe se compose de trois mouvements : Die Wiege (« Le berceau »), au caractère mélodique, Der Kampf ums Dasein (« La lutte pour la vie »), et Zum Grabe, die Wiege des zukünftigen Lebens (« Dans la tombe, berceau de l'au-delà » ou « berceau de la vie à venir ») qui réintègre le thème principal avec une résignation mélancolique.
La pièce se termine par un passage de violoncelle seul.

### Ouvrages de référence
- (en) Humphrey Searle, Franz Liszt : The man and his music, 1970 (ISBN 0-8008-2990-5), « The Orchestral Works »
- François-René Tranchefort, Guide de la musique symphonique, 1986 (ISBN 972-662-640-4)